# Emilio Bertuzzi
Emilio Bertuzzi (Bologna, 13 luglio 1920 – Trieste, 16 maggio 2001) è stato un hockeista su pista e allenatore di hockey su pista italiano.

## Palmarès

### Giocatore

#### Club
- Campionato italiano: 10

Triestina: 1937, 1938, 1939, 1940, 1941, 1942, 1945, 1952, 1954, 1955

#### Nazionale
- Campionato mondiale: 1

Ginevra 1953